# Supachai Phachsay
Supachai Phachsay (* 3. Februar 1984) ist ein ehemaliger thailändischer Sprinter, der sich auf den 400-Meter-Lauf spezialisiert.

## Sportliche Laufbahn
Erste internationale Erfahrungen sammelte Supachai Phachsay im Jahr 2005, als er bei den Hallenasienspielen in Bangkok in 48,71 s den vierten Platz über 400 Meter belegte und mit der thailändischen 4-mal-400-Meter-Staffel in 3:14,11 min gemeinsam mit Banjong Lachua, Weera Kongsri und Narong Nilploy die Goldmedaille gewann. Kurz darauf gewann er mit der Staffel in 3:10,53 min die Silbermedaille bei den Südostasienspielen in Manila hinter dem Team von den Philippinen. Zudem startete er im selben Jahr mit der Staffel bei der Sommer-Universiade in Izmir und verpasste dort mit 3:11,28 min den Finaleinzug. Im Jahr darauf gelangte er bei den Hallenasienmeisterschaften in Pattaya mit 48,73 s auf den vierten Platz über 400 Meter und siegte in 3:15,53 min gemeinsam mit Banjong Lachua, Jukkatip Pojaroen und Tulapong Sutaso im Staffelbewerb. 2007 belegte er bei den Studentenweltspielen in Bangkok mit 3:09,71 min den sechsten Platz mit der Staffel und im Oktober schied er bei den Hallenasienspielen in Macau mit 52,90 s im Halbfinale über 400 Meter aus und gelangte mit der Staffel mit 3:13,22 min auf Rang vier. Kurz darauf gewann er bei den Südostasienspielen in Nakhon Ratchasima in 3:08,25 min die Silbermedaille in der 4-mal-400-Meter-Staffel hinter dem malaysischen Team. Auch bei den Hallenasienspielen 2009 in Hanoi schied er mit 49,27 s im Semifinale im Einzelbewerb aus und gewann mit der Staffel in 3:11,07 min gemeinsam mit Chanatip Ruckburee, Jukkatip Pojaroen und Suppachai Chimdee die Silbermedaille hinter dem Team aus Saudi-Arabien. Anschließend gelangte er bei den Asienmeisterschaften in Guangzhou mit der Staffel mit 3:08,63 min auf Rang sechs und siegte anschließend in 3:14,11 min bei den Südostasienspielen in Vientiane. Daraufhin beendete er seine aktive sportliche Karriere im Alter von 25 Jahren.

## Persönliche Bestleistungen
- 400 Meter: 48,02 s, 10. Oktober 2009 in Kuala Lumpur
  - 400 Meter (Halle): 48,49 s, 10. Februar 2006 in Pattaya